# Vermoedens van Weil
In de wiskunde zijn de vermoedens van Weil enkele zeer invloedrijke vermoedens die in 1949 door André Weil werden geformuleerd en die leidden tot een tientallen jaren durend, succesvol programma om ze te bewijzen. Daarbij heeft een groot aantal vooraanstaande onderzoekers het raamwerk ontwikkeld voor de moderne algebraïsche meetkunde en de getaltheorie. 
De vermoedens gaan over voortbrengende functies (ook bekend als lokale zèta-functies) afgeleid van het tellen van het aantal punten op algebraïsche variëteiten over eindige lichamen/velden.
Een variëteit {\displaystyle V} over een eindig lichaam/veld met {\displaystyle q} elementen heeft een eindig aantal rationale punten, alsmede punten over elk eindig lichaam/veld, waar {\displaystyle q^{k}} elementen dat lichaam/veld bevatten. De voortbrengende functie heeft coëfficiënten die zijn afgeleid uit de getallen {\displaystyle N_{k}} van punten over het (in wezen unieke) lichaam/veld met {\displaystyle q^{k}} elementen.
Weil vermoedde dat deze zèta-functies rationale functies zouden zijn, zouden voldoen aan een vorm van functionaalvergelijking en nulpunten zouden hebben op gerestricteerde plaatsen. De laatste twee delen waren heel bewust gemodelleerd naar het voorbeeld van de Riemann-zèta-functie en de Riemann-hypothese. De rationaliteit werd bewezen door Dwork, de functionaalvergelijking door Grothendieck en het analogon van de Riemann-hypothese werd in 1974 door Deligne bewezen. 